# 川向 (郡山市)
川向（かわむかい）は、福島県郡山市に所在する字である。郵便番号は963-8843。

## 地理
郡山市役所本庁所管地域である旧郡山地区に属し、住所としては「郡山市字川向」と表記される。北で名倉、城清水、東で南、南で安積町荒井、西で賀庄とそれぞれ隣接する。JR東日本郡山駅西側市街地南部に位置し、国道49号南側、旧国道4号（現福島県道17号郡山停車場線）西側沿線の一角を範囲とする。域内は主に自動車販売関係の店舗、工場で占められている。久留米に所在する郡山警察署久留米交番、および堂前町に所在する郡山消防署本署がそれぞれ管轄にあたる。

### 河川
一級水系阿武隈川水系
- 南川

## 世帯数と人口
2024年1月1日現在の世帯数と人口は以下の通りである。
| 町丁 | 世帯数 | 人口 |
| ---- | ------ | ---- |
| 川向 | -世帯  | -人  |

## 小・中学校の学区
市立小・中学校に通う場合、学区は以下の通りとなる。
| 番地 | 小学校           | 中学校                 |
| ---- | ---------------- | ---------------------- |
| 全域 | 郡山市立桜小学校 | 郡山市立郡山第三中学校 |

## 交通

### 道路
- 福島県道17号郡山停車場線（旧国道4号）
- 一般市道城清水川田二丁目線（旧長沼街道）

## 施設等
- 福島トヨペット本社・ダイハツ福島本社
  - 福島トヨペット 郡山店
- ダイハツ福島 こおりやま川向店
- ネッツトヨタノヴェルふくしま こおりやま川向店
- トヨタカローラ福島 本社
  - トヨタカローラ福島 郡山店
- 福島日産自動車 郡山川向店
- 日産部品福島販売 郡山南営業所
- ジェームス 郡山店
- カーコンビニ倶楽部 郡山安積店
- アイダ設計 郡山支店
- 能美防災 郡山営業所